# Horváth János (orvos)
Horváth János (Kecskemét, 1818. november 1. (keresztelés) – Kecskemét, 1887. május 1.) orvosdoktor. Horváth János ügyész és Horváth Ádám jogász édesapja.

## Élete
Horváth György és Széles Judith fiaként született. Középiskoláit szülővárosában végezte; orvosi tanulmányait a pesti egyetemen hallgatta és 1844-ben orvosdoktori oklevelet nyert. Ezután ismereteinek gyarapítása végett külföldre ment; huzamosabb ideig volt Bécsben a közkórházban; megfordult Párizsban, ahol az orvosi és egészségügyi viszonyokat tanulmányozta; végül Brüsszelben és Drezdában nyert tapasztalataival visszatért szülővárosába, ahol 40 évig mint gyakorló orvos működött. Az 1848-49.; 1855., 1866., és 1873. évek nehéz időszakok voltak az orvosi praxisa számára. A három utóbbi évben Kecskeméten kolerajárvány pusztított, ennek elfojtásában lelkiismeretes munkát végzett. Részt vett a közéletben is, naponta kétszer tartott nyílt rendelő órát tartott, melynek során, díjfizetés nélkül látta el a szegényebb betegeket. Támogatta a református főiskolát, a Takarékpénztár megalapításában is részt vett, majd az intézménynek huzamosabb ideig igazgatósági tagja is volt. Több évig töltötte be a kaszinó elnöki tisztét. Felesége a bajai születésű Kollerich Vilma (Vilhelmina) volt, akivel 1849. augusztus 19-én kötött házasságot Pesten, a belvárosi római katolikus plébánián.
Szerkesztette a Kecskeméti Lapokat 1880. január 4-től 1885. december 25-ig (Dékány Ráfaellel és Tassy Pállal).

## Munkája
- Az öröklött kórokrul. Pest, 1844 (Orvosdoktori értekezés; latin címe: De morbis haereditariis) Online